# 루이 10세
루이 10세(프랑스어: Louis X, 1289년 10월 4일 ~ 1316년 6월 5일)는 프랑스 왕 필리프 4세와 나바라 여왕 호아나 1세의 장남으로, 1305년에 후아나 1세가 사망하자 루이스 1세로서 나바라 왕위를 계승하였고, 1314년에는 필리프 4세도 사망하면서 그 뒤를 이어 프랑스 왕이 되었다. 카페 왕조의 일원으로 완고왕(프랑스어: le Hutin)이라는 별명이 있다.
첫 번째 왕비인 마르그리트 드 부르고뉴에게서는 호아나 2세를 두 번째 왕비인 엉주 클레멘시아에게서는 프랑스의 장 1세를 각각 두었다. 그러나 아들 장 1세가 태어나기 전에 사망하였다. 사망 이후 약 5개월 동안은 프랑스 국왕이 없는 공백기가 이어진다.